# Jean Béchade-Casaux
Pour les articles homonymes, voir Casaux.
Jean Béchade-Casaux, ou Cazeaux de Béchade (Bordeaux, 5 mai 1762 - Ambès, 1er juillet 1834), est un négociant et homme politique français.

## Biographie
Jean Baptiste Béchade naît le 5 mai 1762 à Bordeaux. Il est le troisième fils de Jean Béchade et de sa deuxième épouse Thérèse Saint Martin.
Il épouse le 28 janvier 1784 à Bordeaux Thérèse Fanny Seignouret. Le couple aura un fils, Charles Vital, né en 1793.
En 1786, négociant à Bordeaux, membre associé du « Musée » avec son frère André-Didier, il participe aux activités de l'académie des Jeux floraux où il remporte un lys d'argent avec un poème Hymne à la vierge,. L'année suivante il est l'auteur d'un discours en vers intitulé Hommage à Rousseau de Genève qui le place deuxième, derrière Bertrand Barère de Vieuzac.
Franc-maçon, membre de la loge l'Amitié en 1788.
En 1788 il est troisième consul à la bourse, puis premier consul en 1789 .
Désigné une première fois avec Risteau comme délégués extraordinaires du comité du commerce de Bordeaux auprès de l'assemblée nationale, il arrive à Paris le 22 aout 1787 mais apprenant que son élection a été invalidée, il démissionne et rentre à Bordeaux. Réélu le 26 septembre 1789 , Béchade-Casaux rejoint Paris avec Nairac et des députés de Nantes, Marseille et du Havre, afin de plaider la défense de la traite négrière auprès des ministres, mais aucun de ceux-ci ne les recevront. Dans une lettre aux directeurs de la chambre de commerce de Guyenne, il écrit « Les États généraux sont encore occupés de la Déclaration des droits de l'Homme qui doit servir d'introduction à la constitution ; j'ai peur que cela ne conduise à la suppression de la traite des noirs, d'autant que toutes les têtes sont montées et que l'on regardera cette abolition comme le chef d’œuvre de la saine philosophie »,.
Toujours en 1789, plusieurs députés dont les élus bordelais Jean-Marie Corbun et Béchade-Casaux, envoient une adresse à l'Assemblée Nationale demandant le maintien de la traite négrière et de l'esclavage dans les colonies.
Il est négociant à Ambès quand il fut, le 24 germinal an V, élu député de la Gironde au Conseil des Cinq-Cents. Il se rallie ultérieurement au gouvernement de Bonaparte et devient sous l'Empire, le 20 mars 1812, secrétaire au conseil général de la Gironde,.